# Émile Benveniste
Émile Benveniste (27. května 1902 Aleppo, Sýrie, Osmanská říše – 3. října 1976 Versailles) byl francouzský strukturalistický jazykovědec a indoevropeista.

## Život
Narodil se v židovské rodině v Sýrii, studoval lingvistiku v Paříži na École pratique des hautes études (EPHE) u Antoine Meilleta, jednoho z nejvýznačnějších žáků Ferdinanda de Saussure. Roku 1924 získal francouzské občanství a od roku 1927 začal na EPHE přednášet. Zde také začala jeho dlouholetá spolupráce s polským lingvistou Jerzym Kurylowiczem. Zpočátku se Benveniste zabýval hlavně íránskými jazyky, postupně se však obrátil ke srovnávací jazykovědě indoevropských jazyků, která ho proslavila, a od roku 1937 přednášel na Collège de France.
Roku 1940 byl jako důstojník zajat, podařilo se mu ale uprchnout a do roku 1945 žil ve Švýcarsku. Od roku 1945 byl tajemníkem Pařížské lingvistické společnosti, roku 1960 byl zvolen členem Académie des inscriptions et belles-lettres a roku 1965 členem italské Accademia dei Lincei. V posledním období se stále víc zabýval vztahy mezi jazykem a organizací společností a těsně spolupracoval s kulturními antropology. Jeho poslední dílo, Slovník indoevropských institucí, se snaží nacházet ve starých jazycích stopy společenské organizace. Koncem roku 1969 byl postižen mrtvicí a do smrti trpěl afázií.

## Přínosy
Benveniste ukázal, jak aristotelské kategorie závisejí na gramatických strukturách řečtiny. Obrátil pozornost jazykovědců od textů k mluvené řeči a k rozhovoru jako vlastnímu živlu jazyka a zdůraznil tak situačnost jazykových projevů. Nově vyložil zvláštní povahu zájmen (zejména osobních) nebo slovesa „být“, které je v indoevropských jazycích zároveň sponou. Ze srovnávacího studia starých indoevropských jazyků se pokusil odvodit, jak vypadaly jejich společenské instituce, jak se organizovala obživa, společenské vrstvy a funkce.
Benveniste ovlivnil řadu jazykovědců, literárních vědců, antropologů i filosofů. Výslovně na něho navazovali například Claude Lévi-Strauss, Roland Barthes, Pierre Bourdieu, Jacques Derrida, Julia Kristeva nebo Tzvetan Todorov.

## Hlavní díla
- Problémy obecné lingvistiky (Problèmes de linguistique générale) 1966 a 1974, Paris, Gallimard.
- Slovník indoevropských institucí (Le Vocabulaire des institutions indo-européennes) 1 a 2, 1969, Paris, Minuit.
- Perské náboženství a hlavní řecké texty (The Persian religion, according with the chief greek texts), 1974, Paris, Geuthner.
- Poslední přednášky na Collège de France (Dernières Leçons. Collège de France (1968-1969), 2012, Paris, Gallimard/Seuil/EHESS. (České vydání: Praha, Academia, 2021, ISBN 978-80-200-3012-2)